# Zaraza
Zaraza ist eine Stadt im venezolanischen Bundesstaat Guárico. Sie befindet sich in den Llanos.

## Geschichte
Im Jahr 1645 gründete Miguel de Urbés, Untergeordneter des Conquistadors Joan Orpí, das Dorf von San Miguel de la Nueva Tarragona del Batey beim Zufluss von Unare und Quebrada Honda. Das Dorf wurde einige Jahre später aufgegeben. In der Nähe gründete der andalusische Mönch Anselmo Isidro de Ardales das Indianerdorf von Santo Tomás de Tucupido mit Siedlern der Palenque- und Cumanagoto-Stämme.
1740 kaufte Carlos del Peral für 30 Pesos eine große Landfläche und errichtete die Hacienda Chaguaramal de Perales oder del Batey. Dort ließ er eine Kapelle für den Heiligen Miguel errichten. Für das Jahr 1767 fanden schon Hochzeiten und Taufen in dieser Kapelle statt.
Am 7. Mai 1783 besuchte der Bischof Mariano Martí das Dorf und berichtete, Chaguaramal hätte 119 Häuser und 117 Häuser gäbe es in der Umgebung. Die Gesamtbevölkerung betrug 1607 Einwohner. Das Dorf produzierte Baumwolle, Reis, Mais, Bananen, Weizen und Maniok. Es gab auch Rinder.

### Unabhängigkeit
Während des Unabhängigkeitskriegs blieben die Einwohner auf der Seite der spanischen Regierung. 1816 besetzte Pedro Zaraza das Dorf mit seinen Truppen und brannte es nieder.
Am 2. Dezember 1817 fand die Schlacht von La Hogaza in der Nähe statt. Dort wurde Zaraza vom spanischen Offizier Miguel de la Torre besiegt. 

### Nach der Unabhängigkeit
1839 wurde die erste Schule für Jungen gegründet. Erst 1856 gründete man die erste Schule für Mädchen. 
Am 5. März 1853 wurde die Stadt gemäß einem Kongressdekret umbenannt. Die Stadt wird seitdem Zazara genannt. 1854 wohnten in Zaraza schon 14.636 Einwohner.

## Söhne und Töchter der Stadt
- Rodolfo Moleiro (1898–1970), Lyriker
- Moisés Moleiro (1904–1979), Komponist und Pianist
- Ramón Carrizales (* 1952), Politiker